# Harpullia
Harpullia ist eine Pflanzengattung innerhalb der Familie der Seifenbaumgewächse (Sapindaceae). Die etwa 27 Arten sind vom Indischen Subkontinent über China, Indochina und Südostasien bis Malesien sowie Australien und auf pazifischen Inseln verbreitet.

## Beschreibung

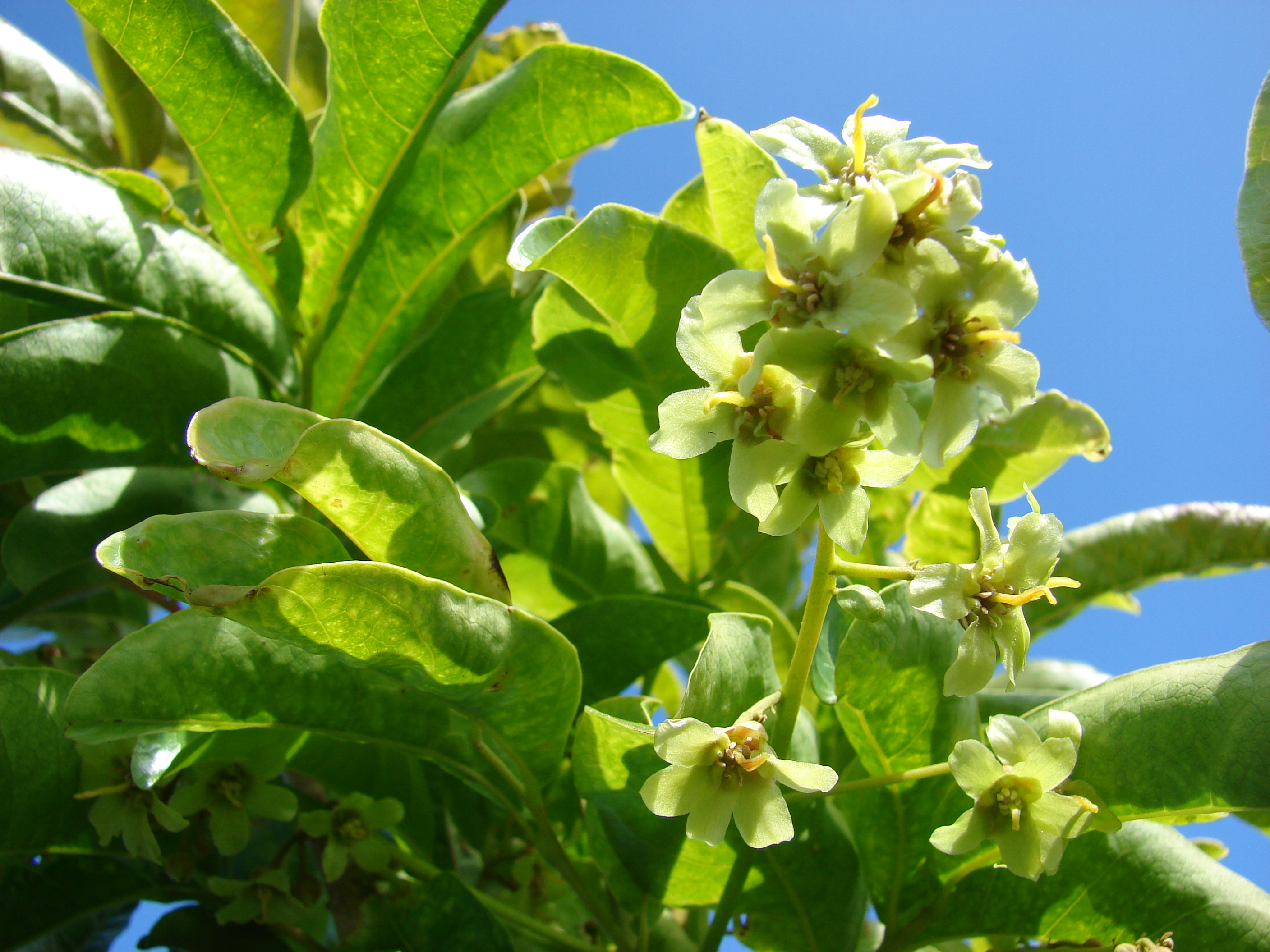
Blütenstand mit Blüten im Detail von Harpullia pendula.

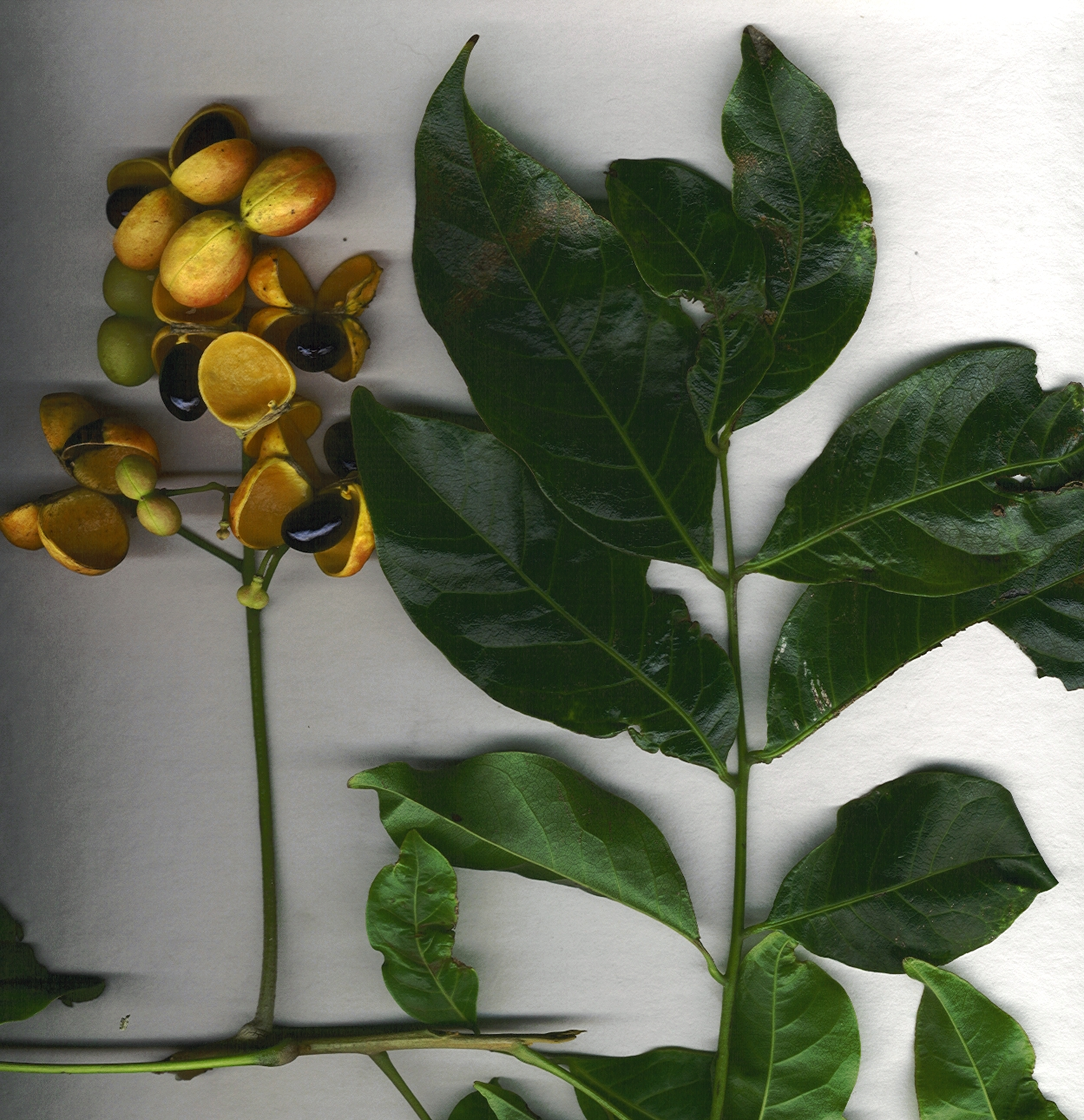
Fruchtstand und Laubblatt von Harpullia pendula.

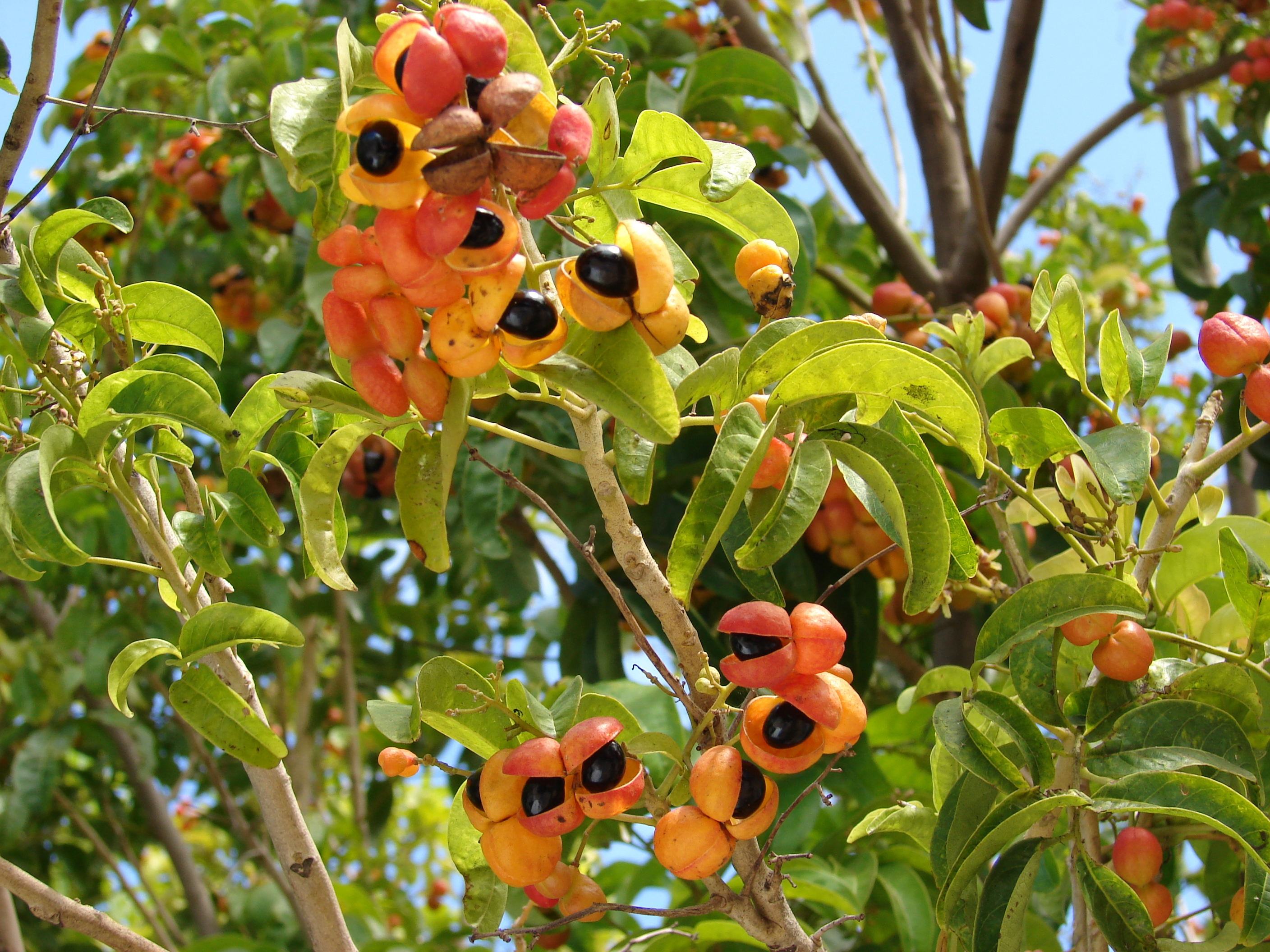
Offene Früchte von Harpullia pendula.

### Erscheinungsbild und Blätter
Harpullia-Arten wachsen als Sträucher oder mittelgroße Bäume. Junge Pflanzenteile und Blüten besitzen einfache Haare und Stern- oder manchmal Drüsenhaare (Trichome, Indument), sie können einzeln oder zu mehreren zusammen stehen.
Die wechselständig an den Zweigen angeordneten Laubblätter sind in Blattstiel und unpaarig gefiederte Blattspreite gegliedert. Bei manchen Arten sind Blattstiel und Blattrhachis geflügelt (beispielsweise Harpullia frutescens). Die meist wechselständig oder fast gegenständig an der Blattrhachis angeordneten ein bis neun Paare Fiederblätter sind oft ganzrandig, manchmal gezähnt. Bei Harpullia mabberleyana ist nur ein Fiederblatt vorhanden. Es sind keine Nebenblätter vorhanden.

### Blütenstände und Blüten
Harpullia-Arten sind zweihäusig getrenntgeschlechtig (diözisch). End-, pseudoend- oder seitenständig stehen einzeln oder in thyrsenförmigen Gesamtblütenständen zusammengefasste, traubige Blütenstände. Bei einigen Arten liegt Kauliflorie vor, bei ihnen stehen die Blüten einzeln oder tuffweise zu mehreren direkt am Ast oder Stamm. Es sind relativ kleine Trag- und Deckblätter vorhanden.
Die funktional eingeschlechtigen Blüten sind radiärsymmetrisch und fünfzählig mit doppelter Blütenhülle. Die fünf freien Kelchblätter überdecken sich dachziegelartig und sind haltbar oder fallen früh ab. Die Kelchblätter sind alle gleich oder die äußeren zwei sind etwas kleiner. Die fünf freien Kronblätter sind entweder etwas fleischig, fast keilförmig mit schmaler bis breiter Basis und zurückgebogenem oberen Ende, ohne Schuppen und etwas größer als die Kelchblätter oder sie sind fast pfriemlich, deutlich genagelt, innen mit zwei öhrchenähnlichen dünnen Schuppen und etwa doppelt solang wie die Kelchblätter. Der relativ kleine Diskus ist ganzrandig oder seltener fünflappig. In den männlichen Blüten sind fünf bis acht Staubblätter vorhanden; sie sind fast so lang wie die Kronblätter und in den Blütenknospen längsgefaltet. Die Staubfäden sind kahl. Die Staubbeutel sind ellipsoid. In den weiblichen Blüten sind die höchstens kurzgestielten, oberständigen, meist zwei-, drei- oder selten vierkammerigen Fruchtknoten kugel- oder eiförmig sowie seitlich abgeflacht und behaart. Jede Fruchtkammer enthält jeweils nur eine oder zwei hängende Samenanlagen. Der kurze oder lange, schlanke, gebogene und im oberen Bereich gedrehte Griffel ist im unteren Bereich behaart und besitzt Narbengewebe bis fast zu seiner Basis.

### Früchte und Samen
Die die meist abgeflachten, meist zwei- oder drei-, selten bis zu vierfächerigen, lokuliziden Kapselfrüchte sind zwischen den Fruchtfächern eingekerbt, dabei sind die gerundeten Fruchtlappen je nach Art aufrecht oder ausgebreitet. Das Perikarp, die Fruchtwand, ist pergamentartig oder holzig hart. Bei Reife öffnen sich die Kapselfrüchte und enthalten ein oder zwei Samen je Fruchtfach.
Die fast kugeligen, ellipsoiden oder eiförmigen Samen besitzen eine glänzende, schwarze, dünne, harte Samenschale (Testa). Das Hilum bedeckt weniger als 1/6 des Samens. Oft besitzen die Samen einen weißen oder orangefarbenen, fleischigen Arillus. Der Arillus ist auf einen schmalen Ring um das Hilum beschränkt oder besteht aus einem basalen sarkotestaartigen Teil und einem oberen freien Teil der bis fast bis zum oberen Ende des Samens reicht. Der Arillus besitzt keine Anhängsel. Der gekrümmte Embryo besitzt zwei fleischige Keimblätter (Kotyledonen).

### Chromosomensätze
Die Chromosomenzahl beträgt 2n = 30.

## Ökologie
Die Ausbreitung der Samen erfolgt hauptsächlich durch Vögel, vielleicht auch durch Säugetiere und Echsen.

## Vorkommen
Die etwa 27 Harpullia-Arten kommen in Sri Lanka, Indien, im südöstlichen China, Malesien, Australien (acht Arten in Northern Territory, Queensland, New South Wales), Neukaledonien und Tonga vor. Die Gattung Harpullia entstand auf der Neuguinea-Australischen Platte und breitete sich von dort aus nach Neukaledonien und bis zum Südostasiatischen Festland. Neuguinea ist mit 15 Arten das Zentrum der Artenvielfalt.
Die Harpullia-Arten gedeihen hauptsächlich im Unterholz von Primär- oder manchmal Sekundär-Regenwäldern, manchmal wachsen sie in niedrigen oder offenen Wäldern, gelegentlich in Savannen oder im Gebüsch von Küstendünen. Sie gedeihen in Höhenlagen von 0 bis zu 2000 Meter.

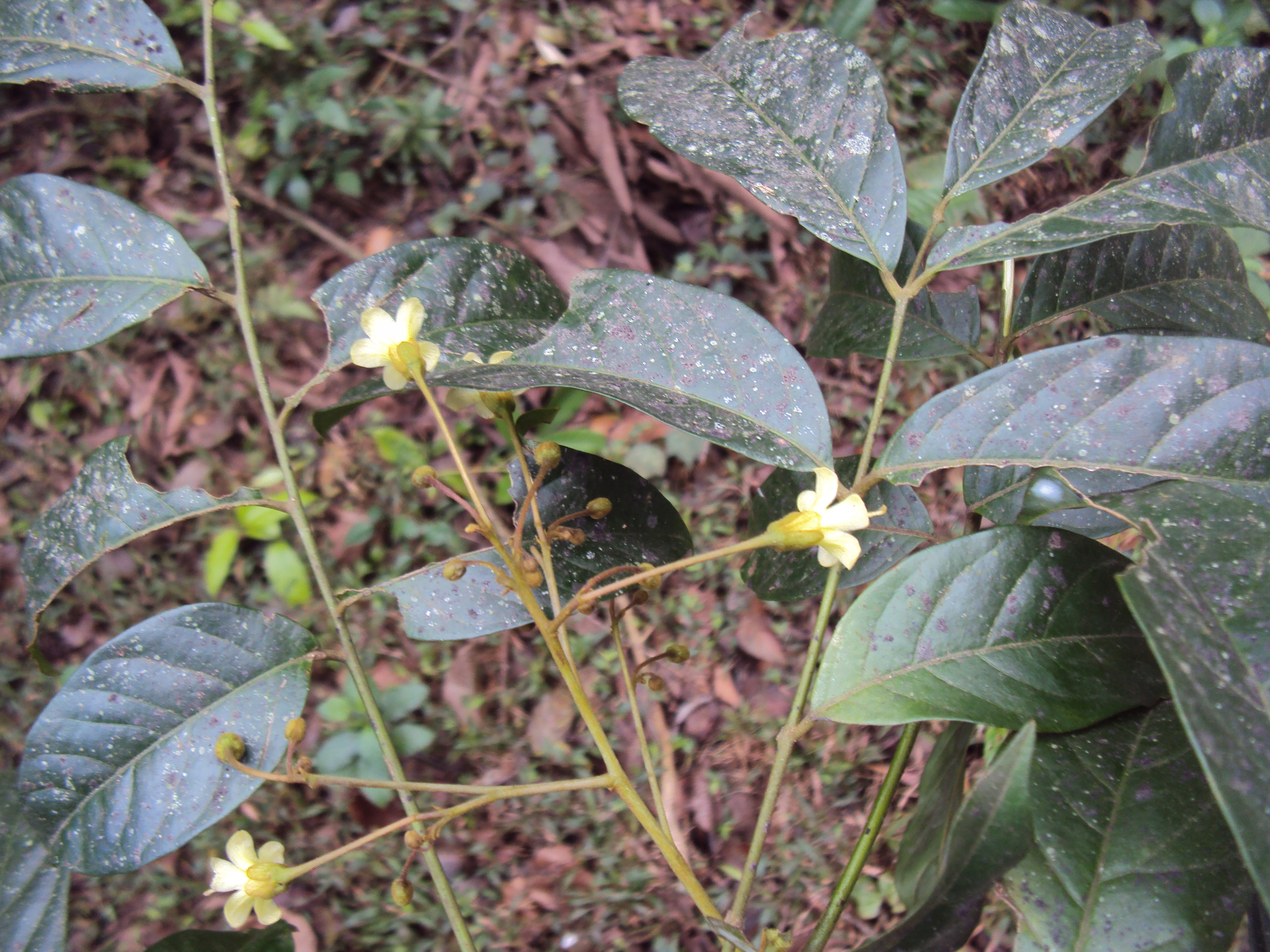
Laubblätter und Blütenstand von Harpullia arborea

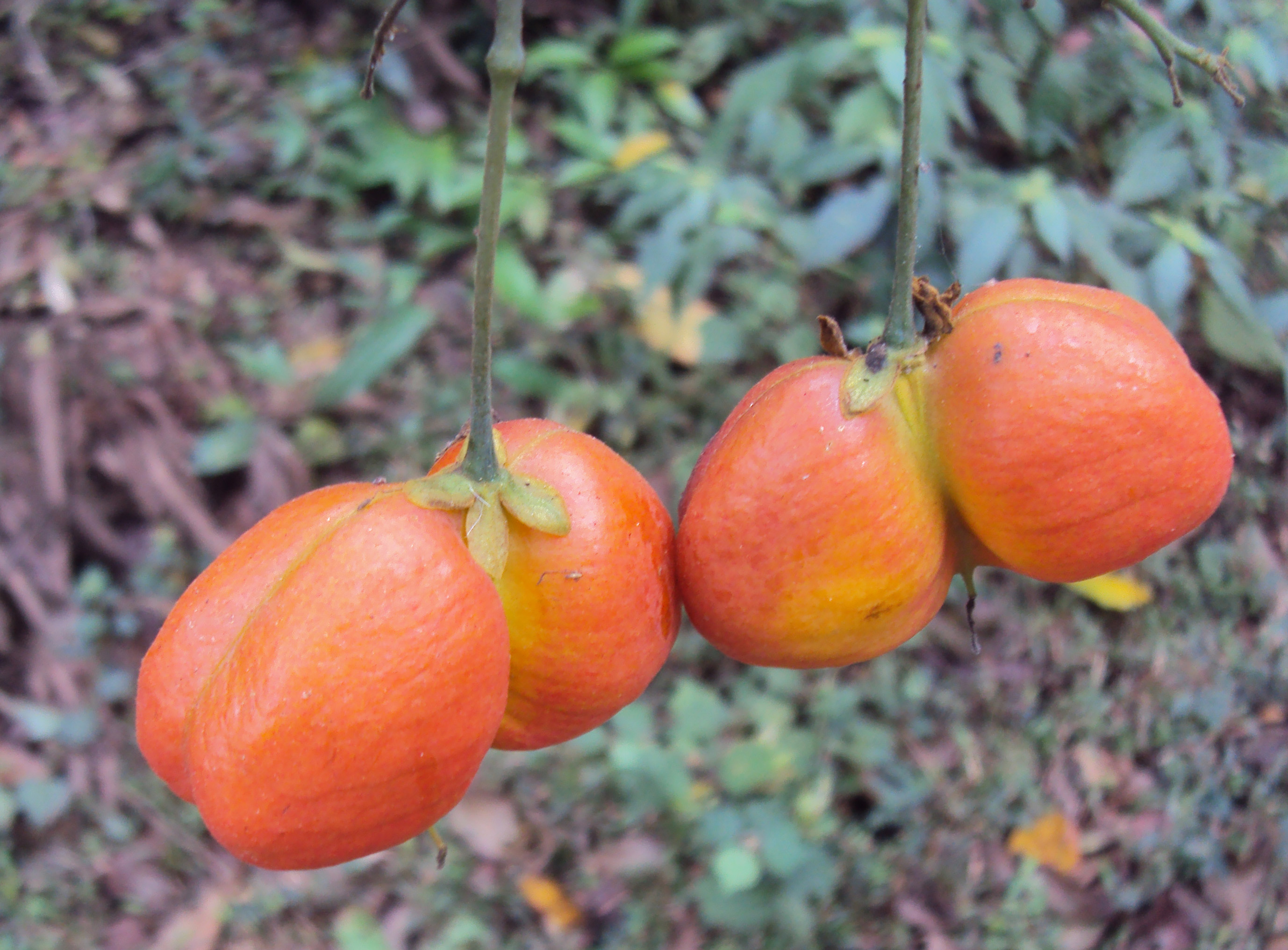
Früchte von Harpullia arborea

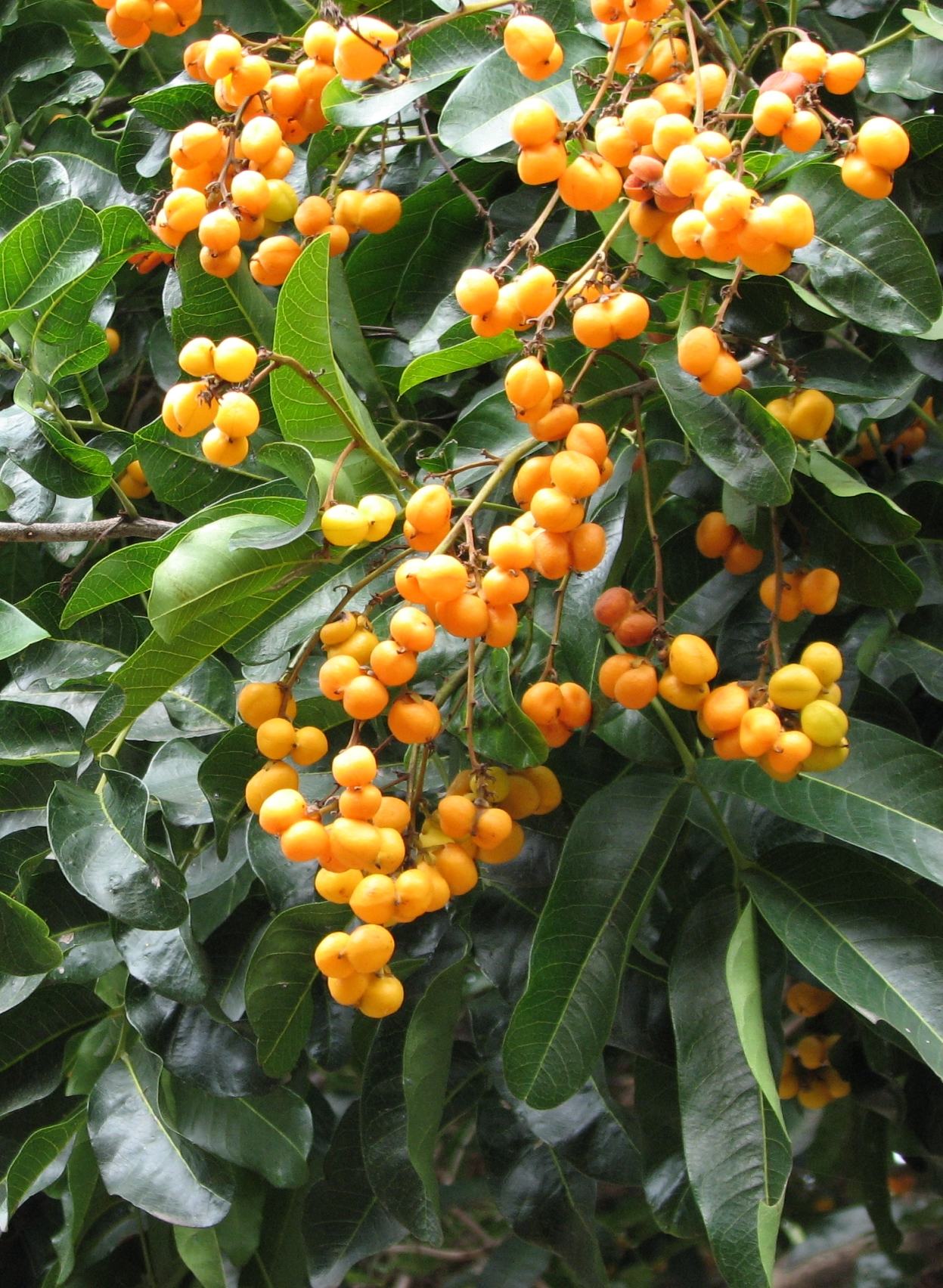
Laubblätter und Früchte von Harpullia hillii

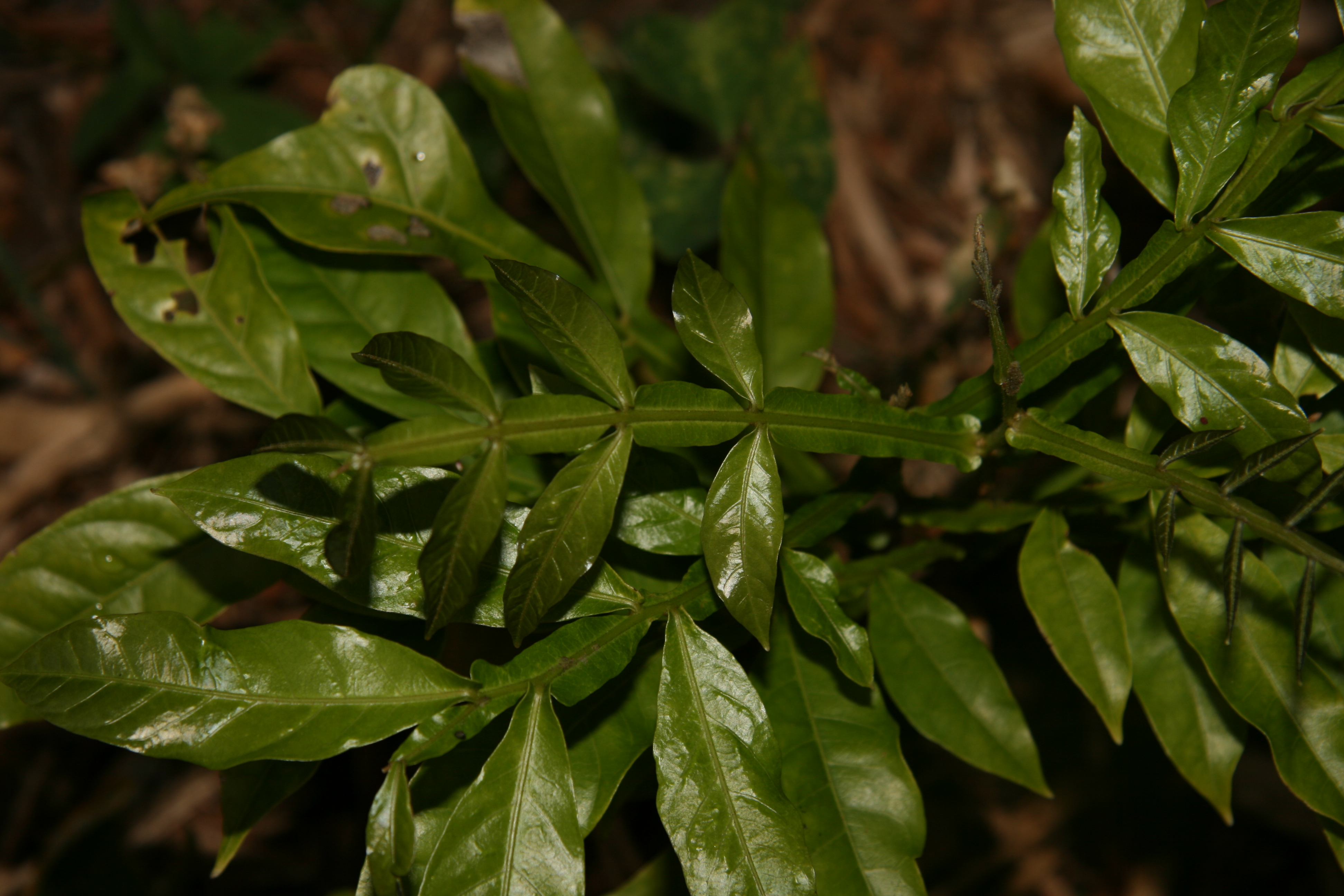
Laubblätter von Harpullia frutescens mit geflügelter Blattrhachis

## Systematik
Die Gattung Harpullia wurde 1824 durch William Roxburgh in Flora Indica; or descriptions of Indian Plants, Volume 2, S. 441–442 aufgestellt. Typusart ist Harpullia cupanioides Roxb. Die Gattungsname Harpullia ist vom indischen Trivialnamen Harpulli der Art Harpullia cupanioides abgeleitet.
Die Gattung Harpullia gehört zur Unterfamilie Dodonaeoideae innerhalb der Familie Sapindaceae.
Es gibt seit 2011 etwa 27 Harpullia-Arten:
- Harpullia alata F.Muell.: Sie kommt in Australien vom Nerang River im südöstlichen Queensland bis Stroud im nordöstlichen New South Wales vor und gedeiht in Regenwäldern.[3][4]
- Harpullia arborea (Blanco) Radlk. (Syn.: Harpullia pedicellaris Radlk., Harpullia divaricata Radlk.): Sie kommt von Sri Lanka, Indien, Assam, Thailand, südlichen Vietnam über Malesien inklusive Neuguinea bis zum nordöstlichen Australien (nur in Queensland) und auf pazifischen Inseln (Fidschi, Vanuatu, Samoa, Tonga) vor.[4]
- Harpullia austro-caledonica Baill.: Sie kommt nur in Neukaledonien vor.
- Harpullia camptoneura Radlk.: Sie kommt nur im nordöstlichen Neuguinea vor.
- Harpullia carrii Leenh.: Sie kommt nur in Papua-Neuguinea vor.
- Harpullia cauliflora K.Schum. & Laut.: Sie kommt nur in Neuguinea vor.
- Harpullia crustacea Radlk.: Sie kommt nur im östlichen Neuguinea vor.
- Harpullia cupanioides Roxb. (Syn.: Harpullia thanatophora Blume): Sie ist im südlichen China (Guangdong, Hainan, südliches Yunnan), Assam, auf den Andamanen, in Bangladesch, Burma, Thailand, Indochina, Malesien inklusive Neuguinea und im australischen Northern Territory verbreitet.[2]
- Harpullia frutescens F.M.Bailey (Syn. Harpullia holoptera Radlk., Harpullia marginata Radlk. nom. inval.): Sie kommt nur im nordöstlichen Queensland von Weary Bay südlich von Cooktown bis Cowley Beach vor und gedeiht im Regenwald.[4]
- Harpullia giganteacapsula Vente: Sie kommt nur im östlichen Neuguinea vor.
- Harpullia hillii F.Muell.: Sie kommt in Australien vom Burdekin River im östlichen zentralen Queensland bis in die Nähe von Wauchope im nordöstlichen New South Wales vor und gedeiht meist im trockenen Regenwald an Berghängen meist über Basalt.[3][4]
- Harpullia hirsuta Radlk.: Sie kommt nur im südwestlichen Neuguinea vor.
- Harpullia largifolia Radlk.: Sie kommt nur in Neuguinea vor.
- Harpullia leichhardtii Benth.: Sie kommt nur im Küstenbereich des nördlichen australischen Northern Territory vor.[4]
- Harpullia leptococca Radlk.: Sie kommt nur im südöstlichen Neuguinea vor.
- Harpullia longipetala Leenh.: Sie kommt nur im östlichen Neuguinea vor.
- Harpullia mabberleyana W.N.Takeuchi: Sie wurde 2011 erstbeschrieben und kommt nur in den südlichen Bergketten in Papua-Neuguinea vor.[5]
- Harpullia myrmecophila Merr. & L.M.Perry: Sie kommt nur im nordwestlichen Neuguinea vor.
- Harpullia oococca Radlk.: Sie kommt nur in Neuguinea vor.
- Harpullia peekeliana Melch.: Dieser Endemit kommt nur auf Neuirland im Bismarck-Archipel vor.
- Harpullia pendula Planch. ex F.Muell.: Sie kommt von Cooktown im nordöstlichen Queensland über östliche Queensland bis zum Bellinger River im nordöstlichen New South Wales vor und gedeiht meist im trockenen Regenwald über Basalt.[3][4]
- Harpullia petiolaris Radlk.: Sie kommt in Borneo, Neuguinea und auf den Molukken vor.
- Harpullia ramiflora Radlk. (Syn.: Harpullia aeruginosa Radlk.): Sie kommt auf den Philippinen, Molukken, auf Neuguinea und der australischen Kap-York-Halbinsel im nördlichen Queensland vor.[4]
- Harpullia rhachiptera Radlk.: Sie kommt nur in Neuguinea vor.[5]
- Harpullia rhyticarpa C.T.White & W.D.Francis (Syn.: Harpullia angustialata C.T.White & W.D.Francis): Sie kommt nur im nordöstlichen Queensland von Cooktown bis Tully, am häufigsten auf dem Atherton Tafelland vor und gedeiht im Bergregenwald über Granit.[4]
- Harpullia solomonensis Vente: Sie kommt nur auf den Salomonen und auf dem Bismarck-Archipel vor.
- Harpullia vaga Merr. & L.M.Perry: Sie kommt auf den Salomonen und in Malesien inklusive Neuguinea vor.

## Nutzung
Harpullia cupanioides wird als Feuerholz und zur Produktion von Holzkohle verwendet und die Borke wird als Fischgift genutzt.
Harpullia arborea und Harpullia pendula (Trivialname Australian Tulipwood) werden in den Tropen als Zierpflanzen verwendet.